# 創生「日本」
創生「日本」（日語：そうせい「にっぽん」）是日本的一個國會議員聯盟。2007年（平成19年）12月以「真・保守政策研究會」（日語：しん・ほしゅせいさくけんきゅうかい）名義成立，並於2010年（平成22年）2月5日改為現名。
該聯盟由自由民主黨、維新之黨（2016年3月底解散）、新黨改革（2016年7月底解散）等三黨以及無黨籍國會議員等組成。目前以自民黨議員為主，約有100名國會議員參加。
自第二次安倍內閣成立後，該組織一度暫停活動，幾乎處於休眠狀態。直到2015年自民黨建黨60周年紀念大會前一天，被媒體報導舉辦了研修會與聯誼會。在會長安倍晉三第二次辭去首相職務後約三個月的2020年11月25日，應議員聯盟成員的邀請，以安倍的「慰勞會」為名舉行了餐敘，包括加藤勝信、衛藤晟一、稻田朋美等安倍內閣時期的閣僚與自民黨高層在內的約20名主要成員出席，被媒體形容為「重新啟動」。

## 沿革

### 設立
2007年（平成19年）7月，第21屆參議院通常選舉中，自民黨慘敗。同年9月，安倍改造內閣辭職，由福田內閣接任。在此背景下，自民黨的中川昭一、島村宜伸以及當時無黨籍的平沼赳夫等，自民黨與無黨籍議員共同發起成立該組織。
同年12月4日，召開成立大會，自民黨議員29人及無黨籍的平沼出席，另有29人代理出席。

### 活動目的
- 捍衛傳統與文化。
- 檢討疲弊的戰後體制。
- 維護國家利益，使日本成為在國際社會受尊敬的國家。

### 中川昭一會長時代
2007年（平成19年）
- 12月4日：以衆參兩院共59名議員為贊同者正式成立[6]。
- 12月7日：邀請記者櫻井良子（櫻井よしこ）舉辦首次研修會[6]。
- 12月17日：決定名稱為「真・保守政策研究」[6]。
- 12月19日：邀請御茶水女子大學理學部數學科教授藤原正彥舉辦第二次國會內研修會[6]，共77名國會議員參加，涵蓋除谷垣派外的黨內8個派閥及無黨籍議員。

2008年（平成20年）
- 2月15日：以反對《人權擁護法案》為主題舉辦研修會，講師百地章指該法案違憲並警告其危險性。前首相安倍首次在卸任後參加該組織活動。
- 3月19日：在國會內舉行有關東海油氣田問題的研修會，講師為平松茂雄。
- 9月：2008年自民黨總裁選舉中，雖非全員支持麻生太郎（如成員石破茂自行參選），但該組織成為麻生當選的重要推力，並促成麻生內閣成立（同月24日）。
- 12月20日：視察對馬島，針對韓國企業購地問題，平沼赳夫等11名國會議員參與[7]。

2009年（平成21年）
- 8月30日：第45屆眾議院總選舉中，自民黨首次淪為第二大黨，中川昭一落選，成員近半落選，剩餘議員45名。
- 10月3日：中川昭一逝世。
- 10月27日：內定由前首相安倍晉三接任會長，此舉被視為承接中川遺志[[8]。

### 安倍晉三會長時代
2009年（平成21年）
- 11月16日：在23名成員（含代理出席）參與的會議中正式選出安倍為會長[[9]。
- 12月2日：通過反對民主黨推動的《外國人參政權》決議，指其違憲並威脅國民主權，並呼籲地方議員同步展開反對運動[10][11][12]。
- 針對「天皇特例會見問題」，與日本會議國會議員懇談會及神道政治聯盟國會議員懇談會共同決議，要求鳩山內閣總辭及取消習近平會見[13][14][15]。

2010年（平成22年）
- 2月5日：36人出席總會，決定改為現名，採納反對永住外國人地方參政權、選擇性夫婦別姓制度等的運動方針，並重申「戰後體制脫離」與「盡快奪回政權」的立場[16][17][18][19]。
- 2月19日：討論民主黨政府推動的《民法》修正案（選擇性夫婦別姓），多數認為負面影響重大[20]。
- 4月10日：最高顧問平沼組建「立起日本黨」。
- 6月10日：與立起日本黨、日本創新黨共同成立「拯救日本網絡」（救國網），目標在第22屆參議院選舉中使民主黨失去過半席次[21]。
- 10月6日：首次開放一般民眾參加的研修會，講師櫻井良子。

2011年（平成23年）
- 2月9日：邀請尖閣撞船事件洩露影片的一色正春參加總會[22]。
- 4月15日：對韓國加強竹島實效控制發表抗議文。

2012年（平成24年）
- 5月10日：在東京都舉辦研修會，成員多次發表修憲與國防強化言論。
- 8月：多次就韓國總統李明博登陸竹島及中國人登陸尖閣發表抗議聲明並遞交官邸。

2013年（平成25年）
- 10月29日：舉行總會。
- 11月26日：舉行研修會。

2015年（平成27年）
- 11月28日：舉行研修會與懇親會。

2016年（平成28年）
- 3月14日：舉行經濟研修會[23]。

2017年（平成29年）
- 3月4日：舉行非公開會議[24]。

2018年（平成30年）
- 7月3日：舉行幹部會[25]。

2022年（令和4年）
- 7月8日：安倍晉三在演說中遭槍擊身亡。

### 會長不在時期
2022年（令和4年）
- 8月8日：幹部會決議暫不設會長，並於安倍四十九日後恢復活動[26]。

2023年（令和5年）
- 2月15日：舉辦研修會，邀請產經新聞阿比留瑠比論說委員回顧安倍的內外政功績，並引述安倍希望以保守執政10年改變日本社會的談話。櫻井良子亦到場致辭，形容日本當前正處於風暴之中[27]。

2025年（令和7年）
- 2月5日：舉行總會[28]。

## 構成
除自民黨外，也有與安倍交情深厚的議員參與，如荒井廣幸、水野賢一、城內實（2012年5月回歸自民黨）等[。組織一度暫停活動的背景之一，是出於對石破茂的考量。

## 歷代會長
1. 中川昭一（2007年－2009年）
2. 安倍晉三（2009年－2022年）

## 主要幹部（截至2025年）
- 會長：安倍晉三（2022年7月8日逝世）
- 會長代行：中曾根弘文
- 會長代理：古屋圭司
- 副會長：菅義偉、下村博文、岩屋毅、高市早苗、世耕弘成、山谷惠理子、新藤義孝
- 幹事長：衛藤晟一
- 副幹事長：梶山弘志、西村康稔、江藤拓、古川禎久、有村治子
- 事務局長：木原稔
- 幹事長代行：萩生田光一
- 幹事長代理：加藤勝信
- 事務局長代理：稻田朋美
- 事務局次長：城內實、岡田直樹、西田昌司

## 所屬議員（截至2025年7月24日）
- 眾議院議員（29名）   新谷正義、鈴木英敬、中村裕之、松本尚、宮下一郎、古屋圭司、加藤勝信、萩生田光一、柴山昌彦、木原稔、松本洋平、新藤義孝、高市早苗、平沼正二郎、吉田真次、尾崎正直、石橋林太郎、西村康稔、井上貴博、森下千里、佐々木紀、簗和生、山田賢司、小林鷹之、星野剛士、根本幸典、田中良生、黃川田仁志、三谷英弘 [32]
- 參議院議員（7名）   佐藤啓、山田宏、上野通子、中曾根弘文、西田昌司、山谷惠里子、片山皋月

## 資料來源
1. ↑  . sankei.jp.msn.com.   [2025-08-12]. （原始内容存档于2010-10-27） （日语）.
2. ↑  . ZAKZAK.   [2025-08-12] （日语）.
3. ↑  産経新聞. . 産経新聞：産経ニュース. 2015-11-29  [2025-08-12] （日语）.
4. ↑  産経新聞. . 産経新聞：産経ニュース. 2020-10-25  [2025-08-12] （日语）.
5. ↑  . 毎日新聞.   [2025-08-12] （日语）.
6. 1 2 3 4  . sankei.jp.msn.com.   [2025-08-12]. （原始内容存档于2009-11-19） （日语）.
7. ↑  . sankei.jp.msn.com.   [2025-08-12]. （原始内容存档于2010-11-06） （日语）.
8. ↑  . sankei.jp.msn.com.   [2025-08-12]. （原始内容存档于2009-10-30） （日语）.
9. ↑  . www.nikkei.co.jp.   [2025-08-12]. （原始内容存档于2010-01-12） （日语）.
10. ↑  . sankei.jp.msn.com.   [2025-08-12]. （原始内容存档于2010-01-15） （日语）.
11. ↑  . www.jiji.com.   [2025-08-12]. （原始内容存档于2016-03-04）.
12. ↑  . www.yomiuri.co.jp.   [2025-08-12]. （原始内容存档于2009-12-05） （日语）.
13. ↑   http://www.jiji.com/jc/zc?k=200912/2009121400837. 缺少或|title=为空 (帮助)
14. ↑  . www.asahi.com.   [2025-08-12].
15. ↑   http://www.worldtimes.co.jp/today/kokunai/091215-3.html. 缺少或|title=为空 (帮助)
16. ↑  . www.yomiuri.co.jp.   [2025-08-12]. （原始内容存档于2010-02-07） （日语）.
17. ↑  . sankei.jp.msn.com.   [2025-08-12]. （原始内容存档于2010-02-09） （日语）.
18. ↑  . www3.s-abe.or.jp.   [2025-08-12]. （原始内容存档于2006-10-06） （日语）. 参数|title=值左起第20位存在換行符 (帮助)
19. ↑   (PDF) http://www.s-abe.or.jp/wp-content/uploads/220205.pdf. 缺少或|title=为空 (帮助)
20. ↑  . sankei.jp.msn.com.   [2025-08-12]. （原始内容存档于2010-10-29） （日语）.
21. ↑  . www.yomiuri.co.jp.   [2025-08-12]. （原始内容存档于2010-06-13） （日语）.
22. ↑   http://www.yomiuri.co.jp/politics/news/20110209-OYT1T00866.htm?from=top. 缺少或|title=为空 (帮助)
23. ↑   http://www.furuya-keiji.jp/blog/archives/7714.html. 缺少或|title=为空 (帮助)
24. ↑  . 毎日新聞.   [2025-08-12] （日语）.
25. ↑   https://www.sankei.com/politics/news/180703/plt1807030039-n1.html. 缺少或|title=为空 (帮助)
26. ↑  慶一, 広池. . 産経新聞：産経ニュース. 2022-08-16  [2025-08-12] （日语）.
27. ↑  産経新聞. . 産経新聞：産経ニュース. 2023-02-16  [2025-08-12] （日语）.
28. ↑  信博, 今仲. . 産経新聞：産経ニュース. 2025-02-05  [2025-08-12] （日语）.
29. ↑  Inc, Nikkei. . 日本経済新聞. 2013-10-30  [2025-08-12] （日语）.
30. ↑  産経新聞. . 産経新聞：産経ニュース. 2013-10-30  [2025-08-12] （日语）.
31. ↑  INC., SANKEI DIGITAL. . 産経ニュース.   [2025-08-12]. （原始内容存档于2015-12-08） （日语）.
32. ↑  産経新聞. . 産経新聞：産経ニュース. 2025-02-05  [2025-08-12] （日语）.